# Batushka
Batushka (in Kyrillisch als БАТЮШКА transkribiert) ist eine polnische Black-Metal-Band, die von Krzysztof Drabikowski gegründet wurde. Ihre Musik und Texte, die ausschließlich in altkirchenslawischer Sprache verfasst sind, sind von der orthodoxen Kirche inspiriert. Die Bandmitglieder tragen bei Live-Auftritten Gewänder und ostorthodoxe Schemata, um ihre Identität zu verbergen. Im Gegensatz zu vielen anderen Black-Metal-Bands verwenden sie achtsaitige Gitarren.
Ein Streit zwischen Drabikowski und dem Sänger Bartłomiej Krysiuk im Jahr 2018 führte dazu, dass Krysiuk seine eigene Version von Batushka startete, die eigene Aufnahmen veröffentlichte und getrennt von der Originalband auftritt. In einem anschließenden Rechtsstreit erlangte Drabikowski die alleinigen Rechte am Bandnamen Batushka. Krysiuks Band tritt nun unter dem Namen Patriarkh auf.

## Name
Das Wort Batushka (russisch-kyrillisch: Батюшка), was „Vater“ bedeutet, ist das Titeläquivalent eines Priestermönches in der östlichen Orthodoxie oder allgemein eines jeden orthodoxen Priesters. Die von der Band verwendete Transkription ist unpräzise, eine andere mögliche Transkription von Батюшка ins Lateinische wäre Batyushka.

## Geschichte
Batushka wurde im Frühjahr 2015 in Białystok vom Multiinstrumentalisten Krzysztof „Derph“ Drabikowski in seinem Heimstudio Sphieratz Productions in Sobolewo gegründet. Er kam auf die Idee, Black Metal und traditionelle liturgische Lieder der orthodoxen Kirche zu kombinieren, nachdem er Kommentare zu YouTube-Videos orthodoxer Musik gelesen hatte, in denen er sagte, dass „Gottes Hymnen mehr Metal sind als jede satanische Black Metal-Musik da draußen“. Während des gesamten ersten Quartals 2015 fuhr Drabikowski fort, die Musik zu komponieren und aufzunehmen, die Texte zu schreiben, das Artwork für das Album zu malen und das Gesamtkonzept der Band selbst zu erstellen, bis er beschloss, Marcin Bielemiuk zu holen, um die Schlagzeugparts in akustischer Percussion neu aufzunehmen. Drabikowski lud ursprünglich seinen Freund und ehemaligen Heuresis-Bandkollegen Lech ein, die Gesangsparts zu übernehmen, brach das Projekt jedoch ab, weil er nicht wusste, wie man altes Kirchenslawisch schreibt.
Im Juli 2015, bevor Drabikowski dem Album den letzten Schliff gab, rekrutierte er Hermh-Sänger Bartłomiej Krysiuk, um den Gesang aufzunehmen. Das Album wurde in den folgenden Monaten fertiggestellt und Drabikowski überzeugte Krysiuk und Bielemiuk, Batushka zu einem anonymen Projekt zu machen; laut Drabikowski wurde dies beschlossen, damit sich die Zuhörer auf das Musikerlebnis selbst konzentrieren konnten, und für das nächste Jahr blieb die Besetzung der Band der Öffentlichkeit unbekannt und sie begannen, Spitznamen in Kyrillisch zu verwenden, um ihre Identität weiter zu verbergen.
Die Gruppe veröffentlichte die Single „Yekteníya VII“ im November 2015 vor ihrem Debütalbum Литоургиіа („Litourgiya“) im Dezember. Beide Aufnahmen wurden über Witching Hour Productions veröffentlicht, das dem Sänger Bartłomiej Krysiuk gehört. Das Album wurde von der Kritik gefeiert, verschiedene Webseiten nannten Litourgiya eines der besten Metal-Alben des Jahres 2015, es wurde auch ein kommerzieller Hit in der polnischen Metal-Szene. Der überwältigende Erfolg des Albums veranlasste die Band, aufgrund der massiven Nachfrage auf verschiedenen europäischen Festivals zu touren. Die Live-Besetzung der Band bestand aus insgesamt 8 Musikern: Drabikowski an den Leadgitarren, Krysiuk am Leadgesang und Bielemiuk am Schlagzeug neben 3 Backgroundsängern, einem Bassisten und einem Rhythmusgitarristen.
Nach einigen regionalen Tourneen waren auch Konzerte in Russland und Belarus geplant, wurden aber aufgrund von Protesten und mutmaßlichen Morddrohungen gegen sie abgesagt. Dieser Vorfall beendete auch die öffentliche Anonymität der Kernbesetzung der Band, da Drabikowski anfing, Interviews zu führen, in denen er die Situation erklärte.
2016 unternahm die Gruppe zusammen mit Behemoth und Bölzer eine Konzerttournee in Polen mit dem Titel Rzeczpospolita Niewierna („Die Republik der Untreuen“). 2017 traten sie beim Wacken Open Air und bei Brutal Assault auf.
Im Oktober 2017 wurde die Band bei Metal Blade Records in den USA unter Vertrag genommen und Litourgiya weltweit sowohl auf physischen Medien als auch auf digitalen Plattformen erneut veröffentlicht. Die Verpflichtung der Band erfolgte jedoch ohne das Wissen und die Beteiligung des Gründers und Hauptkomponisten Krzysztof Drabikowski.
Im April 2018 verließ Marcin Bielemiuk das Projekt aus unbekannten Gründen. Ein Jahr später, am 24. Mai 2019, erklärte er in einem Facebook-Beitrag, dass er von Drabikowski gefeuert wurde, nachdem er seine Einstellung und sein Verhalten ihm, Krysiuk und den übrigen Live-Performern der Band gegenüber kritisiert hatte.

## Trennung der Hauptbeteiligten
Am 23. Dezember 2018 gab Drabikowski über den Instagram-Account von Batushka bekannt, dass er beschlossen habe, sich „aufgrund unangemessenen Verhaltens seinerseits“ von Sänger Bartłomiej Krysiuk zu trennen. Im selben Beitrag erklärte Drabikowski, dass „es Versuche gab, mir meine Kreation Batushka wegzunehmen“ und „das kommende Album Панихида („Requiem“) wird seine Stimme nicht enthalten“.
In der folgenden Woche wurde der Post entfernt und ein neuer Post besagte, dass Drabikowski „Anfang dieses Monats mitgeteilt wurde, dass er nicht an Batushka-Aktivitäten teilnehmen würde, wenn wir ins Jahr 2019 gehen“, und dass alle von ihm betriebenen Seiten „basierend auf geistigem Eigentum und Markeneigentum“ geschlossen werden sollten.
In einer Gegenklage lud Drabikowski eine Videoerklärung hoch, in der er behauptete, Krysiuk habe ihn gedrängt, das neue Album zu veröffentlichen, und als er anderer Meinung war, stellte Krysiuk „Musiker ein, um ein Album zu produzieren, das er als neue Batushka-Platte veröffentlichen wollte (hinter seinem Rücken)“. Er erklärte auch, dass er rechtliche Schritte eingeleitet habe und von seinem Anwalt angewiesen worden sei, nichts weiter zu sagen, und dass Bilder auf der Website und der Facebook-Seite Krysiuk und Leute wie seinen Sohn zeigten, die vorgaben, Batushka zu sein.
Am 6. Mai 2019 veröffentlichte Drabikowski eine Aktualisierung des Gerichtsverfahrens und erklärte, dass das Gericht entschieden habe, dass Bartłomiej Krysiuk nicht unter dem Namen „Batushka“ touren oder neue Musik unter dem Spitznamen veröffentlichen könne, bis das Verfahren abgeschlossen sei. Trotz der Ungewissheit über den Status der Band wurden Tourtermine ab Juni 2019 und darüber hinaus vereinbart. Krysiuk erklärte auch, dass er nicht die Absicht habe, die Entscheidung des Gerichts zu respektieren. Einen Monat später veröffentlichte Krysiuk ein Update, in dem es seinem Anwaltsteam gelang, eine Aufhebung der Gerichtsentscheidung anzufechten, die es ihm untersagte, den Bandnamen „Batushka“ für Tourneen und Merchandising zu verwenden, während der Fall weitergeht. Drabikowski darf den Bandnamen jedoch weiterhin in verschiedenen Funktionen verwenden, trotz Krysiuks Versuchen, ihn durch Verbote und Deaktivierungen auf Bandcamp und in den sozialen Medien zu zensieren.
Am 13. Mai 2019 veröffentlichte Drabikowskis Batushka über den eigenen YouTube-Account einen Song vom kommenden Album Панихида („Requiem“) mit dem Titel „Песнь I“ („Ode 1“).
Am 15. Mai 2019 veröffentlichten Krysiuks Batushka die erste Single über den YouTube-Account von Metal Blade von ihrem kommenden Album Господи („Allmächtiger Gott“) mit dem Titel „Chapter I: The Emptiness - Polunosznica (Полунощница)“. Ihr Album sollte am 12. Juli 2019 erscheinen. Des Weiteren wurden Musikvideos für die Songs „Wieczernia“, „Liturgiya“, „Utrenia“ und „Pierwyj Czas“ erstellt, aber aufgrund der Gegenreaktion von Unterstützern von Drabikowski waren bei allen Musikvideos die Bereiche „like / dislike“ und „Kommentare“ auf YouTube deaktiviert. Bei Posts über Batushka auf Metal Blades Instagram waren die Kommentare ebenfalls deaktiviert. Diese Aktionen lösten noch mehr Gegenreaktionen der Fans aus.
Am 27. Mai 2019 veröffentlichte Drabikowskis Batushka ein neues Album in voller Länge mit dem Titel Панихида („Panihida“) („Requiem“) welches sowohl von Kritikern als auch von Fans sehr gut aufgenommen wurde.
Am 12. Juli 2019 veröffentlichte Krysiuks Batushka ein Album in voller Länge namens Hospodi („Allmächtiger Gott“), das Album erhielt gemischte Kritiken von Kritikern und wurde von einigen Fans der Band mit der größten Kritik verrissen, dieses zielte auf ihre „Illegitimität“ ab, den Namen Batushka zu verwenden.
Im Zuge des öffentlichen Streits und des darauf folgenden Dramas zwischen Drabikowski und Krysiuk tauchten mehrere Parodiebands, die Variationen des Namens „Batushka“ verwendeten, online als weit verbreitetes Meme auf, von denen jede auch behauptete, die „wahre Batushka“ zu sein, wobei die bemerkenswerteste „Batyushka“ war „ein anonymes Projekt, das behauptet, aus Russland zu stammen, tatsächlich orthodoxe Priester zu sein und am orthodoxen Dogma festzuhalten.“ Ihre Musik ist komplett instrumental und sie haben unabhängig voneinander über ein Dutzend Alben auf Bandcamp veröffentlicht, die auf Gleichgültigkeit und Ärger sowie Spott von Fans der echten Band stießen, mehrere Leute wiesen auch darauf hin, dass die Musik einen Drumcomputer verwendet.
Trotz der öffentlichen Gegenreaktion tourte Krysiuks Version der Band weiter und spielte auf verschiedenen Festivals, insbesondere als Ersatz für Dimmu Borgir beim Bloodstock Open Air und starteten eine Co-Headliner-Europatour mit Belphegor am 10. November 2021. Am 6. September hat Krysiuks Batushka einen Trailer für einen Dokumentarfilm mit dem Titel Batushka: Uncovering the Truth über den Namensstreit und die Trennung zwischen Krysiuk und Drabikowski hochgeladen. Seit der ersten Ankündigung wurden jedoch keine weiteren Updates oder ein Veröffentlichungsdatum bekannt gegeben. Inmitten der Gegenreaktion sagte Krysiuks Band Australien- und Nordamerika-Tourneen mit der polnischen Band Hate ab. Während für Ersteres kein offizieller Grund angegeben wurde, veröffentlichte Krysiuk später eine Erklärung, dass beide Touren aufgrund der Kosten des Rechtsstreits abgesagt wurden. Krysiuk erklärte später, dass die geplante Europatour fortgesetzt werden würde, und enthüllte Pläne, an neuer Musik zu arbeiten, aber am 6. Januar wurde bekannt gegeben, dass die Europatour auf unbestimmte Zeit verschoben werde, da sich ein nicht näher benanntes Mitglied der Band in medizinische Behandlung begeben müsse.
Nach längerem Schweigen gab Krzysztof Drabikowski am 9. September 2019 bekannt, dass er Panihida in seiner Gesamtheit mit neuer Besetzung am 9. November 2019 im MonteRay Club in Kiew live aufführen wird. Die Aufführung wurde sehr gut aufgenommen und war Berichten zufolge ausverkauft. Drabikowski hat auch seine Hoffnung auf eine richtige Tournee im Jahr 2020 geäußert. Ende Oktober wurden mehrere Termine der Europatour für Drabikowskis Version der Band bestätigt, die 2020 stattfinden wird, mit bestätigten Terminen in der Tschechischen Republik, Österreich und Deutschland. Batushka (von Drabikowski) begleitete Malevolent Creation auf ihrer Europatournee von Februar bis März 2020; Die Tour war ein Erfolg mit vielen ausverkauften Veranstaltungsorten, aber die Tour wurde am 11. März aufgrund der COVID-19-Pandemie abgebrochen, die geplanten Auftritte der Band in Polen wurden aus Sicherheitsgründen abgesagt und Krzysztof Drabikowski wurde positiv auf COVID getestet, er litt auch an Herzproblemen und wurde ins Krankenhaus eingeliefert, konnte sich aber erholen. Am 19. Januar 2020 wurde bekannt gegeben, dass Drabikowskis Batushka am 14. November 2020 beim fünften „México Metal Fest“ in Monterrey auftreten wird, das Festival wurde jedoch zweimal verschoben und fand am 23. September 2022 statt und die Band trat live auf wie geplant. Drabikowskis Batushka trat auch beim lettischen Ethnografie- und Handwerksfestival "Zobens un Lemess" auf, das vom 7. bis 9. August 2020 auf dem Schlossgelände von Bauska stattfand. Seit er sich von COVID erholt hat, hat Drabikowski neue Batushka-Musik angekündigt und Fotos und Videos in seinen sozialen Medien geteilt.
Aufgrund der COVID-19-Pandemie war auch Krysiuks Version der Band gezwungen, Auftritte und Tourneen abzusagen und zu verschieben. Anschließend veröffentlichte er 2 EPs; Raskol und Carju Niebiesnyj im August 2020 bzw. März 2021 sowie ein Live-Album zu Weihnachten 2020. Alle drei Platten wurden unter Krysiuks eigenem Label Witching Hour Productions veröffentlicht, was inmitten des Rechtsstreits über den Namen Batushka zu Spekulationen über einen möglichen Deal mit Metal Blade führte.
Im Mai 2024 wurde Bartłomiej Krysiuk gerichtlich untersagt, den Namen Batushka bzw. БАТЮШКА ohne Zustimmung von Krzysztof Drabikowski für seine musikalischen Aktivitäten zu verwenden.

## Mitglieder
Bis zur Trennung
- Христофор (Krzysztof „Derph“ Drabikowski) – Gitarre, Bass, Gesang, Schlagzeug
- Варфоломей (Bartłomiej „Bart“ Krysiuk) – Lead-Gesang

Frühere Mitglieder
- Мартин (Marcin „Beny“ Bielemiuk) – Schlagzeug (2015–2018)

Live-Musiker bis zur Trennung
- Błażej Kasprzak – Begleitgesang (2016–2018)
- Черный Монах (Patryk G.) – Begleitgesang (2016–2018)
- Jaca (Jacek Wiśniewski) – Begleitgesang (2016–2018)
- Paluch (Artur Grassmann) – Bass (2016–2018)
- Wdowa (Paweł Wdowski) – Gitarre (2016–2018)
- P. (Paweł Bartulewicz) – Gitarre (2016)
- Artur Rumiński – Gitarre (2017–2018)
- Jatzo (Jacek Łazarow) – Schlagzeug (2018)

Батюшка
- Лех – Gesang (2018–heute)
- Черный Монах (Patryk G.) – Begleitgesang (2018–heute)
- Jatzo (Jacek Łazarow) – Schlagzeug (2018–heute)

Krysiuk's Batushka
- Paweł Jaroszewicz – Schlagzeug (2018–heute)
- Paluch (Artur Grassmann) – Bass (2018–heute)
- P. (Paweł Bartulewicz) – Gitarre (2018–heute)
- Błażej Kasprzak – Begleitgesang (2018–heute)
- Jaca (Jacek Wiśniewski) – Begleitgesang (2018–heute)
- Krzysztof Klingbein – Schlagzeug (2019–heute)
- Tarlachan (Rafał Łyszczarz) – Gitarre

## Diskografie
Studio-Alben
- 2015: Litourgiya (Witching Hour Productions)
- 2019: Panihida (Sphieratz Productions)
- 2019: Hospodi (Metal Blade Records)
- 2020: Raskol (Witching Hour Productions)
- 2021: Carju Niebiesnyj (Witching Hour Productions)
- 2022: Maria (Witching Hour Productions)